# Salvador Rodríguez
Salvador Rodríguez Morales (Morelia, 6 agosto 2001) è un calciatore messicano, difensore del Mazatlán.

## Carriera

### Club
Cresciuto nel settore giovanile del Monarcas Morelia, nel 2020 è stato acquistato dal Mazatlán con cui ha debuttato in prima squadra il 14 marzo 2021 nell'incontro di Liga MX vinto 2-1 contro il Tigres UANL. Nell'estate del 2022 è stato ceduto in prestito al Monterrey, dove ha trascorso una stagione nella squadra riserve del Raya2 dove ha giocato 33 incontri in Liga de Expansión MX realizzando una rete.
Al termine della stagione è tornato ai Cañoneros con cui nell'aprile del 2024 ha firmato il rinnovo del contratto.

### Nazionale
Ha giocato nella nazionale giovanile messicana Under-21.

## Statistiche

### Presenze e reti nei club
Statistiche aggiornate al 4 marzo 2025.
| Stagione        | Squadra         | Campionato      | Campionato | Campionato | Coppe nazionali | Coppe nazionali | Coppe nazionali | Coppe continentali | Coppe continentali | Coppe continentali | Altre coppe | Altre coppe | Altre coppe | Totale | Totale | Totale |
| Stagione        | Squadra         | Comp            | Pres       | Reti       | Comp            | Pres            | Reti            | Comp               | Pres               | Reti               | Comp        | Pres        | Reti        | Pres   | Reti   |        |
| --------------- | --------------- | --------------- | ---------- | ---------- | --------------- | --------------- | --------------- | ------------------ | ------------------ | ------------------ | ----------- | ----------- | ----------- | ------ | ------ | ------ |
| 2020-2021       | Mazatlán        | LMX             | 4          | 0          | -               | -               | -               | -                  | -                  | -                  | -           | -           | -           | 4      | 0      |        |
| 2021-2022       | Mazatlán        | LMX             | 12         | 0          | -               | -               | -               | -                  | -                  | -                  | -           | -           | -           | 12     | 0      |        |
| 2022-2023       | Raya2           | EMX             | 33         | 1          | -               | -               | -               | -                  | -                  | -                  | -           | -           | -           | 33     | 1      |        |
| 2023-2024       | Mazatlán        | LMX             | 7          | 0          | -               | -               | -               | -                  | -                  | -                  | LC          | 0           | 0           | 7      | 0      |        |
| 2024-2025       | Mazatlán        | LMX             | 11         | 1          | -               | -               | -               | -                  | -                  | -                  | LC          | 1           | 0           | 12     | 1      |        |
| Totale carriera | Totale carriera | Totale carriera | 67         | 2          |                 | -               | -               |                    | -                  | -                  |             | 1           | 0           | 68     | 2      |        |